# Andrônico de Constantinopla
Andrônico (em latim: Andronicus) foi um oficial romano do século IV, ativo durante o reinado dos imperadores Constâncio II (r. 337–361), Juliano, o Apóstata (r. 361–363) e Valente (r. 365–378).

## Vida
Andrônico era um pagão nativo de Constantinopla. Era um amigo do sofista Libânio, que foi seu mentor, provavelmente na capital imperial, e tinha um tio de nome incerto que teve uma disputa com ele sobre alguma propriedade (em 356) e que, quando ocupou ofício em Antioquia, foi hostil a Libânio; os autores da PIRT sugerem que ele era o conde do Oriente Nebrídio. Andrônico esteve em Constantinopla entre 355-359, onde foi uma pessoa de alguma influência. Em 355, tentou persuadir Libânio a ficar com ele na capital e nesta data foi repreendido por ele e seu tio por conta de sua amizade com Cleômenes. Entre 360-361, exerceu o ofício de governador da Fenícia. Nesta função, foi louvado por Libânio por purgar processos judiciais de abusos e por sua incorruptibilidade. Se sabe que ele tomou medidas para aumentar o número de curiais e realizou um programa de construção em Berito.
Ao deixar seu ofício, tomou Tiro como sua residência. Em 363, quando ainda estava na Fenícia, foi registrado numa disputa por terra na província. Entre 365-366, o usurpador Procópio (r. 365–366) tornou-o governador da Bitínia e então vigário da Trácia. Após a queda de Procópio, no entanto, Andrônico justificou seus atos na alegada coação que sofreu, mas foi executado pelo imperador Valente e sua propriedade, que era muito pequena à época, foi confiscada. Libânio afirma que sua execução ocorreu por influência do prefeito do Egito Hiério. A carreira de Andrônico é conhecida sobretudo através de várias das epístolas de Libânio, onde é citado.